# Віомарк
Віомарк (*Wiomarc'h, д/н — 825) — король Бретані у 822—825 роках.

## Життєпис
Про походження достиеменно невідомо. Низка дослідників висловлюють думку, що Віомарк був сином Морвана, який 818 року об'єднав практично усю Бретань. Втім проти цієї гіпотези є значні зауваження. Про початок діяльності нічого невідомо. Знано, що після загибелі Морвана між 8181 та 822 роками очолив повстання проти франків.
Вважається, що у 822 році Віомарка було визнано володарем Бретані усіма меншими державами регіону. Протягом 822—823 років він успішно протидіяв намірам Ламберта I, графа Нанту і маркграфа Бретонського, придушити спротив діям Франкської імперії.
824 року до Ренну прибув зіз значним військом особисто імператор Людовик I. Проти Віомарка, що обрав базою Думнонію, виступили три війська на чолі з імператором та його синами Піпіном і Людовиком. В результаті значна частина Бретані була сплюндровано, проте франки не досягли остаточного розгрому Віомарка. Разом з тим останній теж не мір чинити спротив. У травні 825 року на чолі бретонських машт'єнів (володарів) прибув до Аахена, де отримав помилування Людовика I та визнав його зверхність. Втім незабаром Віомарка було підступно вбито Ламбертом I. після цього встановлено владу франків над усією Бретанью.